# Кельстербах
Кельстербах (нем. Kelsterbach) — город в Германии, в земле Гессен. Подчинён административному округу Дармштадт. Входит в состав района Грос-Герау. Население составляет 13 395 человек (на 31 декабря 2010 года). Занимает площадь 15,38 км². Официальный код — 06 4 33 007.